# Indra Sistemas
Indra Sistemas, S.A. er en spansk it-virksomhed, der leverer it-systemer til forskellige sektorer. Virksomhedens omsætning var i 2021 på 3,39 mia. euro, der var 50.539 ansatte og afdelinger i 46 lande. Virksomheden blev etableret i 1993.
Indra Sistemas arbejder med alt fra konsultationer til projektudvikling og systemintegration, osv.
Virksomhedens it-systemer omfatter:
- Flyvekontroltjeneste-systemer – hvor de leverer omkring en tredjedel af alle systemer.[2]
- Billetterings-systemer til undergrundsbaner – eksempelvis Madrid Metro, Paris Métro, Athen Metro.
- Finansielle service-systemer
- Energi-sektoren
- Valg-systemer og stemmeafgivnings-systemer
- Flysimulatorer
- Forsvarsindustrien
- sundhedssektoren